# ジーフォース
ジーフォース（G-Force、株式会社ジーフォース）とは、ラジオコントロールモデルを中心とした製品企画・輸入卸売販売会社である。

## 概要
G FORCE のブランド名で展開しており、海外の取扱店もある。
設立は2013年と、同業他社のタミヤや京商、ヨコモ等と比べると比較的新しい会社である。
またほとんどの製品がSkyRCのOEM品であり、日本語に対応するようにプログラムされている。
本社所在地は東京都千代田区鍛冶町。

## 主な製品

### 小型ヘリ・ドローン関連
小型のラジコンヘリやドローン(マルチコプター)
- Drone [with Camera]

HUBSANシリーズ、ESPADA、X4 FPV、X800 FPV、X300C FPV、PXYシリーズ、Soliste HD など
- Drone

SQUARED、CQ-DRONE、Reversi(リバーシ)、Rexi(レクシィ) など
- Helicopter

Intruderシリーズ、GS-Link
- Racer Drone

DR-H120(半完成機)、FPV System、ESC、Brushless Motor、Frame Set、Accessory

### ホビー用RCカー関連
RCカー用のパーツやツール・計測機器
- ブラシレスモーター製品の1つ「Super Sonic」は、JMRCA全日本選手権、IFMAR世界選手権の公認モーターとなった事がある[5][3]。

| モーターシリーズ名 | ターン数 [T] | センサー | 対応電圧 [V] | KV値         | 最大出力 [W] | 備考                                            |
| ------------------ | ------------ | -------- | ------------ | ------------ | ------------ | ----------------------------------------------- |
| Super Sonic        | 3.5 〜 21.5  | 付       | 7.4 〜 11.1  | 1760 〜 9100 | 100 〜 600   |                                                 |
| Super EXTREME      | 13.5 〜 21.5 | 付       | 7.4          | 2100 〜 3200 | 100 〜 190   |                                                 |
| Super Velocity     | 8.5 〜 17.5  | 付       | 11.1         | 1950 〜 4100 | 130 〜 340   |                                                 |
| Super REV          | 8.5 〜 21.5  | 付       | 11.1         | 2000 〜 4850 | 100 〜 340   | コネクタ接続済み                                |
| Super Fast Type-C  | 8.5 〜 21.5  | 付       | 11.1         | 1560 〜 4000 | 100 〜 340   | コネクタ接続済み                                |
| 風神(Fujin)        | 7.5 〜 10.5  | 付       | 7.4 〜 11.1  | 3600 〜 4700 | 250 〜 360   | フロントターミナルデザイン サウンドプレート内蔵 |
| 雷神(Raijin)       | 7.5 〜 10.5  | 付       | 7.4 〜 11.1  | 3450 〜 4700 | 250 〜 360   | サウンドプレート内蔵                            |